# Melese pumila
Melese pumila là một loài bướm đêm thuộc phân họ Arctiinae, họ Erebidae.